# Мавър
 Тази статия е за историческата личност.  За етноса вижте Маври.  
Мавър (Μαύρος) е прабългарски първенец от втората половина на VII век, най-приближеният на Аспаруховия брат Кубер. Предполага се, че е бил негов кавхан или ичиргу боила.
Доколкото познаваме организацията на прабългарите, е трудно да се прецени дали той е заемал поста на съвладетел или на пръв съветник на хана. Във всеки случай се е ползвал с пълното доверие на своя вожд.
Мавър е слабо позната личност в българската история. Това е трудно обясним факт, имайки предвид тясното преплитане на българската и византийската история през втората половина на VII век, развитите дипломатически отношения между двете държави и постоянните им взаимни намеси във вътрешните работи, пространно отразени от всички тогавашни хронисти.

## Опит за завладяване на Солун
С името „Обсада на Солун от 685 г.“ е известен опитът на Кубер да превземе втория по големина град във Византия – Солун в съюз със славянските племена. Името е неточно, защото до реална обсада и до военни действия изобщо не се стига. Историята на този опит е следната:
Когато Куберовите подчинени „сермисианци“ – ромеи, започват да бягат от Керамисийското поле в Солун, сред прабългарската върхушка възниква план за завладяването на втория по значение имперски град. Решено е Мавър да пристигне в града, преструвайки се на беглец, да се представи като покорен пред императора и да помогне за пристигането на други лица от обкръжението на Кубер, както и на известен брой войници. След това би трябвало да се предизвикат безредици в самия град и междуособна война. След овладяване на града там следва да пристигне Кубер, който постепенно да привлече на своя страна местните славяни и така да се обособи като самостоятелен владетел.
Византийските хронисти не крият страха си от Мавър, който по думите им бил особено способен, интелигентен и находчив човек. Освен своя роден прабългарски език той знае гръцки, латински и славянски. Мавър е „изкусен във всяко отношение и изпълнен с всяка дяволска хитрост...“, Ромеите в Солун лесно повярват във враждата му с Кубер и мнимото бягство. Както изглежда, Мавър имитира истинско въстание и се озовава в ромейския град с много свои приближени.
Преценявайки ползата от вътрешния конфликт в прабългарския лагер, приемайки с доверие клетвите и обещанията на Мавър, византийският император Юстиниан II „Ринотмет“ го назначава със заповед за ръководител на всички бегълци от лагера на Кубер. Знатният прабългарин получава знаме и висшата титла „консул“. Ромейските власти, изпитващи сериозни затруднения с арабите, славяните и двете прабългарски общности (на Аспарух и на Кубер), не крият задоволството си от „измяната“ на Мавър. Хората му биват вписани в състава на армията (т. е. получават високи заплати), а началникът им скоро придобива изключителна обществена тежест. Някои от ромеите знаят или се досещат какъв е неговият замисъл, като твърдят, че на човек, „който никога не е спазвал честна дума... и е разорил много места и народи“, не бива да се вярва.
Мавър обаче има свой шпионаж от доверени хора, от които научава всичко за действията и доносите на „клеветниците“. Използвайки прерогативите си, той ги наказва направо със смърт, а жените и децата им продава в робство. Става така, че мнозина солунчани узнават за намеренията на прабългарския първенец, но не смеят да съобщят на властите, опасявайки се от разправа. Наред с високия пост и обществено положение Мавър не е за подценяване и във военно отношение. Той е начело на голяма военна сила от „сермисианци и прабългари“, като всички командири (стотници, петдесетници и десетници) са подбирани лично от него. Извън съмнение е, че това е представлявала една елитна военна част, добре подготвена и безусловно вярна на своя командир.
Планът за овладяване на Солун е задействан в нощта срещу Великден, когато в града цари празнична суматоха, а голяма част от жителите са в църквите. Снизената бдителност би трябвало да позволи на опитните му хора да предизвикат безредици, пожари и паника, което би помогнало за бързото завземане на града и крепостните му стени. След това вече идват решителните действия на Кубер. Както изглежда обаче, въпреки превантивните мерки Мавър не успява да ликвидира „доносниците“ в своя лагер. „Изтичането на информация“ е този път оценено от властите, но те предприемат контрамерките си в пълна тайна. Изглежда съществуват опасения, че при опит за арест Кубер пак би могъл с военната си сила да се окаже победител. Информиран е и самият император, който нарежда на флотския началник Сисиний да акостира на пристанището в самото навечерие на Великденските празници. Когато ненадейно се появяват корабите на Сисиний (византисйките хронисти отдават идването му в Солун на „чудодейната“ намеса на св. Димитър – закрилникът на града), за Мавър става ясно, че планът е пред провал. Мавър уж е „обхванат от страх и отчаяние“, поради което се разболява. Всъщност съобразителният прабългарин се опитва така да разсее съмненията. Той прекарва на легло „много дни“, а Сисиний го посещава всеки ден и се грижи за него. Дали тези „грижи“ и „успокоителни думи и клетви“ не са били нещо като надзор над заподозрения, не става ясно. Така или иначе властите не се добират до категорични доказателства за измяна. Мавър не е наказан, но все пак е решено той и хората му да бъдат изведени от Солун.
След като Мавър оздравял от „болестта“, Сисиний му заповядва да се разположи извън града. Тук „керамисийците“ („сермисианци и прабългари“) прекарват много време заедно с моряците на Сисиний. Целта е била да бъдат приети нови бегълци от хората на Кубер, както и от страна на околните славяни. Очевидно Мавър се подчинява на тази заповед, защото все още смята, че като „вътрешно лице“ в империята би бил по-полезен на съплеменниците си, отколкото ако отново се завърне при Кубер. Междувременно обаче пристига заповед на императора. Мавър и хората му са откарани с корабите на Сисиний в Константинопол. Така завършва неуспешният опит на Мавър и Кубер да превземат Солун, който да стане столица на втората българска държава на Балканите. Приема се, че това става ок. 686 – 687 г.

## Привличане към Византийската аристокрация
Случаят със Солун съвсем не поставя край на Мавровата кариера във Византия. Нещо повече, императорът го издига в сан патриций, даван обикновено на най-знатните ромеи и чужди владетели (напр. хан Кубрат, а по-късно хан Телериг, знаменитият Карл Велики и др.).
За това свидетелстват три негови печата. Първият Печат на Мавър е от края на VII век и гласи: „Мавър, патриций и архонт на сермисианите и българите“. В качеството си на такъв Мавър е назначен в Тракия. Както става ясно в последно време, тези „Куберови прабългари“, които ръководи Мавър, са били поселени в Стримон – в поречието на река Струма и отчасти в Родопите. Няма сигурни данни, които да помогнат за точното датиране на това събитие, но вероятно става дума за 688 —689 г.
Прабългаринът – „патриций и архонт“ обаче и сега намира начин да поднови и поддържа тайните си връзки с Кубер. Той отново „кроял планове срещу империята“, като дори замисля покушение против живота на императора. Този нов заговор е разкрит от неизвестния по име син на прабългарския първенец, който е роден от неговата съпруга византийка. Решителното доказателство е поведението на Кубер – той „не беше докоснал никого от хората или нещата (имуществата) на Мавър, а дори отдаваше на жените му същата почит, която имаха по-рано, та дори и по-голяма“. Последното показва, че преди да отиде в Солун и стане християнин, Мавър е бил езичник и многоженец (с положителност знаем, че няколко жени има и Крум, което явно важи за прабългарската знат въобще). Тази подробност, изнесена от сина на Мавър, убеждава императора в неговата виновност. Той е арестуван, лишен от високата си служба и звания и поставен да живее под стража в едно от столичните предградия.
Колко време Мавър е в немилост, не е ясно, но при повторното царуване на Юстиниан II (705— 711) той отново излиза на политическата сцена. Знаем, че „носоотрязаният император“ не е подкрепян от „чичовците“ на Тервел (Кубер или неговите наследници) при българската акция в 705 г. В този смисъл Маъвр би могъл да дължи реабилитацията си и на хана в Плиска, което още веднъж говори за тесните връзки между „Аспарухови“ и „Куберови“ прабългари.

## Участие в обсадата на Херсон
В 711 г., желаейки да накаже жителите на „задморската територия“ Херсон (част от днешния Кримски полуостров), Юстиниан II изпраща наказателна експедиция начело с патрицияите Мавър и Стефан. Те командват огромна флота, трябва да превземат града и да поставят начело на управлението доведения от тях спатарий (мечоносец, гвардеец) Илия. Мавър и помощникът му влизат в град Херсон, без да им бъде оказана съпротива, като подлагат населението на жестоки репресии. Много хора са избити, включително седем от градските първенци. Те са окачени на специални колела и Херсон и буквално опечени над голям огън. Други двайсет са завързани за един напълнен с камъни стар кораб и удавени в морето, при това заедно със семействата си. Четиридесет най-знатни мъже, вкл. градският управител и хазарският наместник („тудун“), са изпратени оковани в Константинопол. Според Теофан, който се стреми да очерни Юстиниан II, императорът не бил доволен от репресиите (сторили му се твърде меки...) и заповядал на Мавър и хората му да се завърнат обратно. През октомври 711 г. те отплават назад, но в открито море, през нощта, флотата е връхлетяна от страшна буря – загинали хиляди хора, но Мавър остава между живите. Междувременно жителите на Херсон въстават, а на тяхна страна преминава и спатарият Илия. Научавайки за този бунт, Юстиниан II избива децата на Илия, а жена му омъжва насила за своя готвач индиец.
Пратена е нова флота, чиито началници са допуснати в Херсон и с измама избити. Юстиниан II изпада в ярост и този път изпраща отново Мавър („по прозвище Бес“, т. е. живеещ там, където някога било тракийското племе беси – горното течение на Марица и Родопите). Мавър би трябвало да разруши града до основи и да унищожи всичките му жители. По тази причина той получава всевъзможна обсадна техника (тарани, каменомети и т.н.), с които събаря двете главни бойни кули. Херсон обаче получава военна помощ от страна на хазарския хаган и прабългаринът решава да сключи примирие.

## Участие във византийските междуособици
Мавър преценява променената обстановка след въстанието в Херсон и преминава на страната на бунтовниците, като подкрепя издигнатия от тях за император Филипик Вардан (711 – 713). В това отношение навярно му помагат връзките със спатария Илия още от първия военноморски поход.
Както изглежда, Юстиниан II очаква такъв завой в поведението на Мавър. Получавайки известията за въстанието в Херсон и за действията на Филипик Вардан, той напуска столицата и се отправя към Синоп в Мала Азия, на черноморското крайбрежие. Може би императорът очаква тук флотата на Мавър, с която да се противопостави на бунтовниците. Когато е в Синоп обаче, той сам вижда, че корабите с опънати платна отиват към столицата Константинопол. Изпратената от хан Тервел военна помощ също се оказва напразна и Юстиниан II е свален.
По понятни причини Мавър е сред най-приближените на Филипик Вардан. Именно нему узурпаторът възлага да убие Тиберий – сина на Юстиниан II, потърсил убежище (според т. нар. Азилно право) в една от столичните църкви. Доскорошният езичник без колебание нахлува с хората си в храма и заповядва да смъкнат от Тиберий свещените предмети (вероятно кръстове, икони и други реликви на христианския култ, които той е окачил по себе си). Довчерашният престолонаследник е екзекутиран на една от крепостните кули. Това е и последното сведение за Мавър, в чието лице виждаме един от първите (на практика първия!) прабългари, играли значима роля във вътрешните дела на Византия.
Датата на смъртта му не е известна.